# Lista de episódios de Big City Greens
Aqui segue-se uma lista de episódios de Big City Greens. Estreou no país original a 18 de junho de 2018.
Em Portugal, a série estreou no Disney Channel a 1 de julho de 2019.
No Brasil, a série estreou a 28 de outubro de 2018 no Disney XD.
A 17 de maio de 2018, o Disney Channel renovou a série para uma segunda temporada antes da estreia da série, e estreia em 2019.
Em julho de 2021 a Disney Channel renovou uma terceira temporada após o fim da segunda temporada 
No dia 22/01/2022 o desenho foi renovado para a quarta temporada e para um filme

## Episódios
| Temporada | Temporada | Episódios | Exibição original      | Exibição original   | Exibição em Portugal   | Exibição em Portugal  | Exibição no Brasil                                  | Exibição no Brasil  |
| Temporada | Temporada | Episódios | Estreia de temporada   | Final de temporada  | Estreia de temporada   | Final de temporada    | Estreia de temporada                                | Final de temporada  |
| --------- | --------- | --------- | ---------------------- | ------------------- | ---------------------- | --------------------- | --------------------------------------------------- | ------------------- |
|           | 1         | 30        | 18 de junho de 2018    | 9 de março de 2019  | 1 de julho de 2019     | 19 de março de 2020   | 28 de outubro de 2018                               | 24 de julho de 2019 |
|           | 2         | 30        | 16 de novembro de 2019 | 3 de abril de 2021  | 14 de setembro de 2020 | 15 de outubro de 2021 | 8 de dezembro de 2019                               | 16 de julho de 2021 |
|           | 3         | 30        | 9 de outubro de 2021   | 25 de março de 2023 | 27 de junho de 2022    | —                     | 20 de julho de 2022 (D+) 7 de novembro de 2022 (DC) | —                   |

### 1.ª Temporada (2018-19)
| #   | ##  | Título                                                                       | Estreia original        | Estreia Portugal       | Estreia Brasil         | Código de produção |
| --- | --- | ---------------------------------------------------------------------------- | ----------------------- | ---------------------- | ---------------------- | ------------------ |
| 1a  | 1a  | "Galinha Espacial (PT/BR)" "Space Chicken"                                   | 18 de junho de 2018     | 1 de julho de 2019     | 28 de outubro de 2018  | 101a               |
| 1b  | 1b  | "Noite do Bife (PT) Noite do Filé (BR)" "Steak Night"                        | 18 de junho de 2018     | 1 de julho de 2019     | 28 de outubro de 2018  | 101b               |
| 2a  | 2a  | "Cricket em Luta (PT) Cricket Contra (BR)" "Cricket Versus"                  | 19 de junho de 2018     | 2 de julho de 2019     | 28 de outubro de 2018  | 102a               |
| 2b  | 2b  | "A Batata Azul (PT) Batata Azul (BR)" "Blue Tater"                           | 19 de junho de 2018     | 2 de julho de 2019     | 28 de outubro de 2018  | 102b               |
| 3a  | 3a  | "Disparates na Piscina (PT) Tontos na Piscina (BR)" "Swimming Fool"          | 20 de junho de 2018     | 3 de julho de 2019     | 6 de novembro de 2018  | 103a               |
| 3b  | 3b  | "Tilly e a Cabrinha (PT) A Cabra da Tilly (BR)" "Tilly's Goat"               | 20 de junho de 2018     | 3 de julho de 2019     | 6 de novembro de 2018  | 103b               |
| 4a  | 4a  | "Uma Ama para o Cricket (PT) A Babá do Cricket (BR)" "Cricketsitter"         | 21 de junho de 2018     | 14 de julho de 2019    | 7 de novembro de 2018  | 106a               |
| 4b  | 4b  | "Bill Backflip (PT) Bill Pirueta (BR)" "Backflip Bill"                       | 21 de junho de 2018     | 14 de julho de 2019    | 7 de novembro de 2018  | 106b               |
| 5a  | 5a  | "A Avó Acelera (PT) A Carteira de Motorista da Vovó (BR)" "Gramma's License" | 22 de junho de 2018     | 4 de julho de 2019     | 8 de novembro de 2018  | 104a               |
| 5b  | 5b  | "Urso Encurralado (PT) Presos ao Urso (BR)" "Bear Trapped"                   | 22 de junho de 2018     | 4 de julho de 2019     | 8 de novembro de 2018  | 104b               |
| 6a  | 6a  | "Sessão Fotográfica (PT) Dia da Foto (BR)" "Photo Op"                        | 25 de junho de 2018     | 15 de julho de 2019    | 9 de novembro de 2018  | 108a               |
| 6b  | 6b  | "O Salvamento do Remy (PT) Salvando o Remy (BR)" "Remy Rescue"               | 25 de junho de 2018     | 15 de julho de 2019    | 9 de novembro de 2018  | 108b               |
| 7a  | 7a  | "Preso no Trânsito (PT) Congestionamento (BR)" "Gridlocked"                  | 27 de junho de 2018     | 13 de julho de 2019    | 12 de novembro de 2018 | 105a               |
| 7b  | 7b  | "A Mamã Pássaro (PT) Mamãe Pássaro (BR)" "Mama Bird"                         | 27 de junho de 2018     | 13 de julho de 2019    | 12 de novembro de 2018 | 105b               |
| 8a  | 8a  | "Bem-Vindos (PT) Bem-Vindos à Nova Casa (BR)" "Welcome Home"                 | 2 de julho de 2018      | 17 de julho de 2019    | 13 de novembro de 2018 | 107a               |
| 8b  | 8b  | "Encurralados (PT) Guaxinados (BR)" "Raccooned"                              | 2 de julho de 2018      | 17 de julho de 2019    | 13 de novembro de 2018 | 107b               |
| 9a  | 9a  | "Uma Dose para o Bill (PT) Bill Funil (BR)" "Fill Bill"                      | 9 de julho de 2018      | 18 de julho de 2019    | 14 de novembro de 2018 | 109a               |
| 9b  | 9b  | "A Crise do Criaturbol (PT) Crise no Bichobol (BR)" "Critterball Crisis"     | 9 de julho de 2018      | 18 de julho de 2019    | 14 de novembro de 2018 | 109b               |
| 10a | 10a | "O Dia do Desfile (PT) Dia do Desfile (BR)" "Parade Day"                     | 11 de julho de 2018     | 17 de setembro de 2019 | 15 de novembro de 2018 | 110a               |
| 10b | 10b | "O Faz-Tu-Mesmo (PT) Faça Você Mesmo (BR)" "DIY Guys"                        | 11 de julho de 2018     | 17 de setembro de 2019 | 15 de novembro de 2018 | 110b               |
| 11a | 11a | "A Conspiração das Gárgula (PT) Amigas Gárgulas (BR)" "Gargoyle Gals"        | 16 de julho de 2018     | 18 de setembro de 2019 | 16 de novembro de 2018 | 111a               |
| 11b | 11b | "Escândalo no Supermercado (PT/BR)" "Supermarket Scandal"                    | 16 de julho de 2018     | 18 de setembro de 2019 | 16 de novembro de 2018 | 111b               |
| 12a | 12a | "Barry Cuda (PT/BR)" "Barry Cuda"                                            | 18 de julho de 2018     | 19 de setembro de 2019 | 19 de novembro de 2018 | 112a               |
| 12b | 12b | "Retiro no Hotel (PT) Retiro Forçado (BR)" "Suite Retreat"                   | 18 de julho de 2018     | 19 de setembro de 2019 | 19 de novembro de 2018 | 112b               |
| 13a | 13a | "Legado de Família (PT) Legado da Família (BR)" "Family Legacy"              | 23 de julho de 2018     | 30 de setembro de 2019 | 4 de fevereiro de 2019 | 113a               |
| 13b | 13b | "Arte Descontrolada (PT) Fazendo Arte (BR)" "Paint Misbehavin'"              | 23 de julho de 2018     | 30 de setembro de 2019 | 4 de fevereiro de 2019 | 113b               |
| 14a | 14a | "Cricket no Cinema (PT) Classificação Cricket (BR)" "Rated Cricket"          | 25 de julho de 2018     | 1 de outubro de 2019   | 5 de fevereiro de 2019 | 114a               |
| 14b | 14b | "Partilha Autêntica (PT) Festa da Hopedagem (BR)" "Homeshare Hoedown"        | 25 de julho de 2018     | 1 de outubro de 2019   | 5 de fevereiro de 2019 | 114b               |
| 15a | 15a | "Na Pele de Cricket (PT) No Lugar do Cricket (BR)" "Cricket's Shoes"         | 30 de julho de 2018     | 2 de outubro de 2019   | 6 de fevereiro de 2019 | 116a               |
| 15b | 15b | "Batalha Campal (PT) Guerra de Comida (BR)" "Feud Fight"                     | 30 de julho de 2018     | 2 de outubro de 2019   | 6 de fevereiro de 2019 | 116b               |
| 16a | 16a | "Notícia de Última Hora (PT) Últimas Notícias (BR)" "Breaking News"          | 1 de agosto de 2018     | 3 de outubro de 2019   | 7 de fevereiro de 2019 | 117a               |
| 16b | 16b | "Ciber-Rufias (PT) Valentões Digitais (BR)" "Cyberbullies"                   | 1 de agosto de 2018     | 3 de outubro de 2019   | 7 de fevereiro de 2019 | 117b               |
| 17a | 17a | "A Visita da Tilly (PT) Tour da Tilly (BR)" "Tilly Tour"                     | 6 de agosto de 2018     | 4 de novembro de 2019  | 8 de fevereiro de 2019 | 118a               |
| 17b | 17b | "Um Jantar à Greens (PT) Festa no Jantar (BR)" "Dinner Party"                | 6 de agosto de 2018     | 4 de novembro de 2019  | 8 de fevereiro de 2019 | 118b               |
| 18a | 18a | "Demanda do Café (PT) Missão: Café (BR)" "Coffee Quest"                      | 8 de agosto de 2018     | 5 de novembro de 2019  | 1 de abril de 2019     | 120a               |
| 18b | 18b | "Phoenix Desaparecida (PT) Fênix Ressurge (BR)" "Phoenix Rises"              | 8 de agosto de 2018     | 5 de novembro de 2019  | 1 de abril de 2019     | 120b               |
| 19  | 19  | "Lua Vermelha (PT) Lua de Sangue (BR)" "Blood Moon"                          | 6 de outubro de 2018    | 18 de outubro de 2019  | 16 de julho de 2019    | 115                |
| 20a | 20a | "Grande Negócio (PT) Grande Coisa (BR)" "Big Deal"                           | 3 de novembro de 2018   | 6 de novembro de 2019  | 17 de julho de 2019    | 119a               |
| 20b | 20b | "Felino Proibido (PT/BR)" "Forbidden Feline"                                 | 3 de novembro de 2018   | 6 de novembro de 2019  | 17 de julho de 2019    | 119b               |
| 21  | 21  | "À Solta (PT) Desenjaulada (BR)" "Uncaged"                                   | 11 de janeiro de 2019   | 7 de novembro de 2019  | 3 de abril de 2019     | 121                |
| 22a | 22a | "Jantar da Colheita (PT) Jantar de Colheita (BR)" "Harvest Dinner"           | 12 de janeiro de 2019   | 2 de março de 2020     | 4 de abril de 2019     | 123a               |
| 22b | 22b | "A Grande Vencedora (PT) Vencer Vencer (BR)" "Winner Winner"                 | 12 de janeiro de 2019   | 2 de março de 2020     | 4 de abril de 2019     | 123b               |
| 23a | 23a | "Bill Noturno (PT/BR)" "Night Bill"                                          | 19 de janeiro de 2019   | 2 de março de 2020     | 2 de abril de 2019     | 122a               |
| 23b | 23b | "Cobra Bagatela (BR) Cobra Barata (BR)" "Cheap Snake"                        | 19 de janeiro de 2019   | 2 de março de 2020     | 2 de abril de 2019     | 122b               |
| 24a | 24a | "Olh'ó Henrique (PT) Fala Henry (BR)" "Hiya Henry"                           | 26 de janeiro de 2019   | 3 de março de 2020     | 12 de maio de 2019     | 124a               |
| 24b | 24b | "Observação de Pessoas (PT) Analisando as Pessoas (BR)" "People Watching"    | 26 de janeiro de 2019   | 3 de março de 2020     | 12 de maio de 2019     | 124b               |
| 25a | 25a | "O Baile de São Valentim (PT) Baile dos Namorados (BR)" "Valentine's Dance"  | 2 de fevereiro de 2019  | 4 de março de 2020     | 12 de maio de 2019     | 127a               |
| 25b | 25b | "Cricket Limpa as Ruas (PT) Ruas Verdes (BR)" "Green Streets"                | 2 de fevereiro de 2019  | 4 de março de 2020     | 12 de maio de 2019     | 127b               |
| 26a | 26a | "Uma Dor de Dentes (PT) Dente Dolorido (BR)" "Hurty Tooth"                   | 9 de fevereiro de 2019  | 5 de março de 2020     | 5 de abril de 2019     | 125a               |
| 26b | 26b | "Noite de Amigas (PT) Manas da Festa do Pijama (BR)" "Sleepover Sisters"     | 9 de fevereiro de 2019  | 5 de março de 2020     | 5 de abril de 2019     | 125b               |
| 27a | 27a | "Sarilhos na Caravana (PT) Trailer Turbulento (BR)" "Trailer Trouble"        | 16 de fevereiro de 2019 | 16 de março de 2020    | 18 de julho de 2019    | 126a               |
| 27b | 27b | "Loucura na Mansão (PT) Mansão Maluca (BR)" "Mansion Madness"                | 16 de fevereiro de 2019 | 16 de março de 2020    | 18 de julho de 2019    | 126b               |
| 28a | 28a | "Pandemónio no Parque (PT) Bagunça no Parque (BR)" "Park Pandemonium"        | 23 de fevereiro de 2019 | 17 de março de 2020    | 22 de julho de 2019    | 128a               |
| 28b | 28b | "As Bolachas do Cricket (PT) Biscoitos do Cricket (BR)" "Cricket's Biscuits" | 23 de fevereiro de 2019 | 17 de março de 2020    | 22 de julho de 2019    | 128b               |
| 29a | 29a | "Encurralados pelas Doninhas (PT) Gambazada (BR)" "Skunked"                  | 2 de março de 2019      | 18 de março de 2020    | 23 de julho de 2019    | 129a               |
| 29b | 29b | "Vingar o Sandro (PT) Bigodêncio em Silêncio (BR)" "Axin' Saxon"             | 2 de março de 2019      | 18 de março de 2020    | 23 de julho de 2019    | 129b               |
| 30a | 30a | "A Casa do Cricket (PT) O Apê do Cricket (BR)" "Cricket's Place"             | 9 de março de 2019      | 19 de março de 2020    | 24 de julho de 2019    | 130a               |
| 30b | 30b | "Tilly, a Voluntária (PT) Tilly Voluntária (BR)" "Volunteer Tilly"           | 9 de março de 2019      | 19 de março de 2020    | 24 de julho de 2019    | 130b               |

### 2.ª Temporada (2019-2021)
| #   | ##  | Título                                                                      | Estreia original        | Estreia Portugal       | Estreia Brasil          | Código de produção |
| --- | --- | --------------------------------------------------------------------------- | ----------------------- | ---------------------- | ----------------------- | ------------------ |
| 31a | 1a  | "O Charmuau de Cricket! (PT) O Estouro do Cricket (BR)" "Cricket's Kapowie" | 16 de novembro de 2019  | 14 de setembro de 2020 | 3 de fevereiro de 2020  | 201a               |
| 31b | 1b  | "Carro dos Sarilhos (PT) Problemas Com o Carro (BR)" "Car Trouble"          | 16 de novembro de 2019  | 14 de setembro de 2020 | 4 de fevereiro de 2020  | 201b               |
| 32a | 2a  | "Lenda Urbana (PT/BR)" "Urban Legend"                                       | 23 de novembro de 2019  | 14 de setembro de 2020 | 5 de fevereiro de 2020  | 202a               |
| 32b | 2b  | "Desejo Realizado (PT) Fonte dos Desejos (BR)" "Wishing Well"               | 23 de novembro de 2019  | 14 de setembro de 2020 | 6 de fevereiro de 2020  | 202b               |
| 33a | 3a  | "Drama no Elevador (PT) Ação no Elevador (BR)" "Elevator Action"            | 30 de novembro de 2019  | 15 de setembro de 2020 | 7 de fevereiro de 2020  | 204a               |
| 33b | 3b  | "Mau Influencer (PT/BR)" "Bad Influencer"                                   | 30 de novembro de 2019  | 15 de setembro de 2020 | 10 de fevereiro de 2020 | 204b               |
| 34  | 4   | "O Natal dos Greens (PT) Natal Green (BR)" "Green Christmas"                | 7 de dezembro de 2019   | 11 de dezembro de 2020 | 8 de dezembro de 2019   | 203                |
| 35a | 5a  | "Bola do Perdão (PT) Bola de Reparação (BR)" "Reckoning Ball"               | 14 de dezembro de 2019  | 15 de setembro de 2020 | 11 de fevereiro de 2020 | 205a               |
| 35b | 5b  | "Noitada (PT) Baladeiras (BR)" "Clubbed"                                    | 14 de dezembro de 2019  | 15 de setembro de 2020 | 12 de fevereiro de 2020 | 205b               |
| 36a | 6a  | "Impopstar (PT/BR)" "Impopstar"                                             | 11 de janeiro de 2020   | 28 de setembro de 2020 | 13 de fevereiro de 2020 | 206a               |
| 36b | 6b  | "Acampamento de Futebol (PT) Intensivo de Futebol (BR)" "Football Camp"     | 11 de janeiro de 2020   | 28 de setembro de 2020 | 14 de fevereiro de 2020 | 206b               |
| 37a | 7a  | "Competição Calorenta (PT) Onda de Calor (BR)" "Heat Beaters"               | 18 de janeiro de 2020   | 29 de setembro de 2020 | 17 de fevereiro de 2020 | 207a               |
| 37b | 7b  | "Bill, o Crente (PT) Alien-Ação (BR)" "Bill-iever"                          | 18 de janeiro de 2020   | 29 de setembro de 2020 | 18 de fevereiro de 2020 | 207b               |
| 38a | 8a  | "Tubarão Fingido (PT) Tubarão Afiado (BR)" "Shark Objects"                  | 25 de janeiro de 2020   | 30 de setembro de 2020 | 19 de fevereiro de 2020 | 208a               |
| 38b | 8b  | "Encantador de Sonhos (PT) Sonha-Dores (BR)" "Dream Weaver"                 | 25 de janeiro de 2020   | 30 de setembro de 2020 | 20 de fevereiro de 2020 | 208b               |
| 39a | 9a  | "Subir Um Nível (PT) Subir de Nível (BR)" "Level Up"                        | 1 de fevereiro de 2020  | 1 de outubro de 2020   | 23 de fevereiro de 2020 | 209a               |
| 39b | 9b  | "Lado Selvagem (PT/BR)" "Wild Side"                                         | 1 de fevereiro de 2020  | 1 de outubro de 2020   | 23 de fevereiro de 2020 | 209b               |
| 40a | 10a | "Contos de Garagem (PT/BR)" "Garage Tales"                                  | 8 de fevereiro de 2020  | 9 de novembro de 2020  | 23 de fevereiro de 2020 | 210a               |
| 40b | 10b | "Quinta dos Animais (PT) Fazenda Animal (BR)" "Animal Farm"                 | 8 de fevereiro de 2020  | 9 de novembro de 2020  | 23 de fevereiro de 2020 | 210b               |
| 41a | 11a | "Uma Sobremesa Grátis (PT) Sorvetado (BR)" "Desserted"                      | 11 de julho de 2020     | 10 de novembro de 2020 | 21 de setembro de 2020  | 211a               |
| 41b | 11b | "Presenteadores (PT) O Dom (BR)" "The Gifted"                               | 11 de julho de 2020     | 10 de novembro de 2020 | 22 de setembro de 2020  | 211b               |
| 42a | 12a | "Futuro em Crise (PT) Crise Temporal (BR)" "Time Crisis"                    | 18 de julho de 2020     | 11 de novembro de 2020 | 23 de setembro de 2020  | 212a               |
| 42b | 12b | "Avó ao Volante (PT) Vovó em Fuga (BR)" "Gramma Driver"                     | 18 de julho de 2020     | 11 de novembro de 2020 | 24 de setembro de 2020  | 212b               |
| 43a | 13a | "O Estilo da Tilly (PT) Estilo Tilly (BR)" "Tilly Style"                    | 25 de julho de 2020     | 12 de novembro de 2020 | 25 de setembro de 2020  | 213a               |
| 43b | 13b | "Eu, Agribot (PT) Eu, Agrobô (BR)" "I, Farmbot"                             | 25 de julho de 2020     | 12 de novembro de 2020 | 28 de setembro de 2020  | 213b               |
| 44a | 14a | "Falso Amigo (PT) Feira do Amigo (BR)" "Friend Con"                         | 1 de agosto de 2020     | 23 de novembro de 2020 | 29 de setembro de 2020  | 214a               |
| 44b | 14b | "Ludibriado (PT) Levou Rasteira (BR)" "Flimflammed"                         | 1 de agosto de 2020     | 23 de novembro de 2020 | 30 de setembro de 2020  | 214b               |
| 45a | 15a | "Os Hectares dos Green (PT) Terra Green (BR)" "Greens' Acres"               | 8 de agosto de 2020     | 25 de novembro de 2020 | 1 de outubro de 2020    | 215a               |
| 45b | 15b | "Embonecada (BR/PT)" "Dolled Up"                                            | 8 de agosto de 2020     | 24 de novembro de 2020 | 2 de outubro de 2020    | 215b               |
| 46a | 16a | "O Amigo da Gabriella (PT) Gabriella, Eu e Ela (BR)" "Gabriella's Fella"    | 15 de agosto de 2020    | 11 de abril de 2021    | 6 de dezembro de 2020   | 216a               |
| 46b | 16b | "Episódio Forreta (PT) Rolê Barato (BR)" "Cheap Show"                       | 15 de agosto de 2020    | 11 de abril de 2021    | 6 de dezembro de 2020   | 216b               |
| 47a | 17a | "Green sem Falhas (PT) Cópia Green (BR)" "Green Mirror"                     | 22 de agosto de 2020    | 11 de abril de 2021    | 6 de dezembro de 2020   | 217a               |
| 47b | 17b | "Os Bilhetes de Cricket (PT) Ingressos do Cricket (BR)" "Cricket's Tickets" | 22 de agosto de 2020    | 11 de abril de 2021    | 6 de dezembro de 2020   | 217b               |
| 48a | 18a | "O Passeio dos Heróis (PT) Times Circle (BR)" "Times Circle"                | 29 de agosto de 2020    | 11 de abril de 2021    | 6 de dezembro de 2020   | 218a               |
| 48b | 18b | "Super-Avó! (PT) Super Vovó (BR)" "Super Gramma!"                           | 29 de agosto de 2020    | 11 de abril de 2021    | 14 de dezembro de 2020  | 218b               |
| 49a | 19a | "Um Presente Envenenado (PT) Presente Tenso (BR)" "Present Tense"           | 12 de setembro de 2020  | 11 de abril de 2021    | 15 de dezembro de 2020  | 219a               |
| 49b | 19b | "Mota Destruidora' (PT) Moto Dor (BR)" "Hurt Bike"                          | 12 de setembro de 2020  | 11 de abril de 2021    | 16 de dezembro de 2020  | 219b               |
| 50a | 20a | "Silêncio, Por Favor (PT) Quietos, Por Favor (BR)" "Quiet Please"           | 19 de setembro de 2020  | 28 de junho de 2021    | 17 de dezembro de 2020  | 220a               |
| 50b | 20b | "Chip Destruidor (PT) Reviravolta (BR)" "Chipwrecked"                       | 19 de setembro de 2020  | 28 de junho de 2021    | 18 de dezembro de 2020  | 220b               |
| 51  | 21  | "A Hora do Chipocalipse (PT)" "Chipacolypse Now"                            | 16 de janeiro de 2021   | 29 de junho de 2021    | 5 e 6 de abril de 2021  | 221                |
| 52a | 22a | "Gestão de Danos (PT)" "'Rent Control"                                      | 23 de janeiro de 2021   | 30 de junho de 2021    | 7 de abril de 2021      | 222a               |
| 52b | 22b | "A Piscina de Ouro (PT)" "Pool’s Gold"                                      | 23 de janeiro de 2021   | 30 de junho de 2021    | 8 de abril de 2021      | 222b               |
| 53a | 23a | "Uma Grande Resolução (PT)" "Big Resolution"                                | 30 de janeiro de 2021   | 1 de julho de 2021     | 9 de abril de 2021      | 223a               |
| 53b | 23b | "Inverno à Greens (PT)" "Winter Greens"                                     | 30 de janeiro de 2021   | 1 de julho de 2021     | 12 de abril de 2021     | 223b               |
| 54a | 24a | "Magos e Labirintos (PT)" "Mages & Mazes"                                   | 6 de fevereiro de 2021  | 18 de setembro de 2021 | 13 de abril de 2021     | 224a               |
| 54b | 24b | "Okay Karaoke (PT)" "Okay Karaoke"                                          | 6 de fevereiro de 2021  | 18 de setembro de 2021 | 14 de abril de 2021     | 224b               |
| 55a | 25a | "Encontro Romântico (PT)" "Date Night"                                      | 13 de fevereiro de 2021 | 11 de outubro de 2021  | 15 de abril de 2021     | 225a               |
| 55b | 25b | "O Quarto (PT)" "The Room"                                                  | 13 de fevereiro de 2021 | 11 de outubro de 2021  | 16 de abril de 2021     | 225b               |
| 56a | 26a | "Palavrões (PT)" "Bleeped"                                                  | 6 de março de 2021      | 11 de outubro de 2021  | 5 de julho de 2021      | 226a               |
| 56b | 26b | "Esgotado (PT)" "Sellouts"                                                  | 6 de março de 2021      | 11 de outubro de 2021  | 6 de julho de 2021      | 226b               |
| 57a | 27a | "Viciado em Fast Food (PT)" "Fast Foodie"                                   | 13 de março de 2021     | 12 de outubro de 2021  | 7 de julho de 2021      | 227a               |
| 57b | 27b | "A Teoria do Esparguete (PT)" "Spaghetti Theory"                            | 13 de março de 2021     | 12 de outubro de 2021  | 8 de julho de 2021      | 227b               |
| 58a | 28a | "Ding Dongers (PT)" "Ding Dongers"                                          | 20 de março de 2021     | 13 de outubro de 2021  | 9 de julho de 2021      | 228a               |
| 58b | 28b | "Animação Abominação (PT)" "Animation Abomination"                          | 20 de março de 2021     | 13 de outubro de 2021  | 12 de julho de 2021     | 228b               |
| 59a | 29a | "A Carrinha (PT)" "The Van"                                                 | 26 de março de 2021     | 14 de outubro de 2021  | 13 de julho de 2021     | 229a               |
| 59b | 29b | "A Batedora (PT)" "Bat Girl"                                                | 26 de março de 2021     | 14 de outubro de 2021  | 14 de julho de 2021     | 229b               |
| 60a | 30a | "A Prima Jilly (PT)" "Cousin Jilly"                                         | 3 de abril de 2021      | 15 de outubro de 2021  | 15 de julho de 2021     | 230a               |
| 60b | 30b | "O Café da Glória (PT)" "Gloria's Café"                                     | 3 de abril de 2021      | 15 de outubro de 2021  | 16 de julho de 2021     | 230b               |

### 3.ª Temporada (2021-2023)
| #   | ##  | Título                                                          | Estreia original        | Estreia Portugal       | Estreia Brasil         | Código de produção |
| --- | --- | --------------------------------------------------------------- | ----------------------- | ---------------------- | ---------------------- | ------------------ |
| 61  | 1   | "Abóbora-menina! (PT) Esmagado! (BR)" "Squashed!"               | 9 de outubro de 2021    | 3 de outubro de 2022   | 7 de novembro de 2022  | 301                |
| 62a | 2a  | "Vida de Boss (PT) Vida de Chefe (BR)" "Boss Life"              | 12 de fevereiro de 2022 | 27 de junho de 2022    | 7 de novembro de 2022  | 302a               |
| 62b | 2b  | "Papaganda (PT/BR)" "Papaganda"                                 | 12 de fevereiro de 2022 | 27 de junho de 2022    | 7 de novembro de 2022  | 302b               |
| 63a | 3a  | "Amiguinho (PT/BR)" "Little Buddy"                              | 19 de fevereiro de 2022 | 28 de junho de 2022    | 8 de novembro de 2022  | 303a               |
| 63b | 3b  | "Jardim Zen (PT/BR)" "Zen Garden"                               | 19 de fevereiro de 2022 | 28 de junho de 2022    | 8 de novembro de 2022  | 303b               |
| 64a | 4a  | "Sem Atendimento (PT) Sem Serviço (BR)" "No Service"            | 26 de fevereiro de 2022 | 29 de junho de 2022    | 9 de novembro de 2022  | 304a               |
| 64b | 4b  | "Caluda (PT) Realizado (BR)" "Takened"                          | 26 de fevereiro de 2022 | 29 de junho de 2022    | 9 de novembro de 2022  | 304b               |
| 65a | 5a  | "Os Greens Sustentáveis (PT) Verdes Verdes (BR)" "Green Greens" | 5 de março de 2022      | 30 de junho de 2022    | 10 de novembro de 2022 | 305a               |
| 65b | 5b  | "Bomba das Tréguas (PT) Bomba de Trégua (BR)" "Truce Bomb"      | 5 de março de 2022      | 30 de junho de 2022    | 10 de novembro de 2022 | 305b               |
| 66a | 6a  | "Noite do Quiz (PT) Noite de Trivias (BR)" "Trivia Night"       | 12 de março de 2022     | 1 de julho de 2022     | 11 de novembro de 2022 | 306a               |
| 66b | 6b  | "Grandes Sarilhos (PT) Grandes Problemas (BR)" "Big Trouble"    | 12 de março de 2022     | 1 de julho de 2022     | 11 de novembro de 2022 | 306b               |
| 67a | 7a  | "Bill Confiável (PT) ConfiáBill (BR)" "DependaBill"             | 16 de julho de 2022     | 4 de outubro de 2022   | TBA                    | 307a               |
| 67b | 7b  | "O Entregador (PT) O Entregaturbo (BR)" "The Delivernator"      | 16 de julho de 2022     | 4 de outubro de 2022   | TBA                    | 307b               |
| 68a | 8a  | "Ouve! (PT) Escuta Só! (BR)" "Listen Up!"                       | 23 de julho de 2022     | 5 de outubro de 2022   | TBA                    | 308a               |
| 68b | 8b  | "Grande Foto (PT) A Foto Perfeita (BR)" "Big Picture"           | 23 de julho de 2022     | 5 de outubro de 2022   | TBA                    | 308b               |
| 69a | 9a  | "Rembo (PT/BR)" "Rembo"                                         | 30 de julho de 2022     | 6 de outubro de 2022   | TBA                    | 309a               |
| 69b | 9b  | "O Frasco da Terra (PT) Pote de Terra (BR)" "Dirt Jar"          | 30 de julho de 2022     | 6 de outubro de 2022   | TBA                    | 309b               |
| 70  | 10  | "A Mudança (PT/BR)" "The Move"                                  | 24 de setembro de 2022  | 7 de novembro de 2022  | TBA                    | 310                |
| 71a | 11a | "TBA (PT/BR)" "Country Side"                                    | 1 de outubro de 2022    | 8 de novembro de 2022  | —                      | 311a               |
| 71b | 11b | "TBA (PT/BR)" "Junk Mountain"                                   | 1 de outubro de 2022    | 8 de novembro de 2022  | —                      | 311b               |
| 72a | 12a | "TBA (PT/BR)" "Farmer Remy"                                     | 8 de outubro de 2022    | 9 de novembro de 2022  | —                      | 312a               |
| 72b | 12b | "TBA (PT/BR)" "Homeward Hound"                                  | 8 de outubro de 2022    | 9 de novembro de 2022  | —                      | 312b               |
| 73a | 13a | "TBA (PT/BR)" "Pie Hard"                                        | 15 de outubro de 2022   | 10 de novembro de 2022 | —                      | 313a               |
| 73b | 13b | "TBA (PT/BR)" "Rat Tail"                                        | 15 de outubro de 2022   | 10 de novembro de 2022 | —                      | 313b               |
| 74a | 14a | "TBA (PT/BR)" "Frilly Tilly"                                    | 22 de outubro de 2022   | —                      | —                      | 314a               |
| 74b | 14b | "TBA (PT/BR)" "Montaged"                                        | 22 de outubro de 2022   | —                      | —                      | 314b               |
| 75a | 15a | "TBA (PT/BR)" "Pizza Deliverance"                               | 29 de outubro de 2022   | —                      | —                      | 315a               |
| 75b | 15b | "TBA (PT/BR)" "Horse Girl"                                      | 29 de outubro de 2022   | —                      | —                      | 315b               |
| 76  | 16  | "TBA (PT/BR)" "Virtually Christmas"                             | 3 de dezembro de 2022   | —                      | —                      | 320                |
| 77a | 17a | "TBA (PT/BR)" "Pen Pals"                                        | 4 de março de 2023      | —                      | —                      | 316a               |
| 77b | 17b | "TBA (PT/BR)" "Study Abroad"                                    | 4 de março de 2023      | —                      | —                      | 316b               |
| 78a | 18a | "TBA (PT/BR)" "Honey Heist"                                     | 11 de março de 2023     | —                      | —                      | 317a               |
| 78b | 18b | "TBA (PT/BR)" "Dog Mayor"                                       | 11 de março de 2023     | —                      | —                      | 317b               |
| 79a | 19a | "TBA (PT/BR)" "Chill Bill"                                      | 18 de março de 2023     | —                      | —                      | 318a               |
| 79b | 19b | "TBA (PT/BR)" "Bunny Farm"                                      | 18 de março de 2023     | —                      | —                      | 318b               |
| 80  | 20  | "TBA (PT/BR)" "Long Goodbye"                                    | 25 de março de 2023     | —                      | —                      | 319                |